# 克勒兹河畔内翁
克勒茲河畔内翁（法語：Néons-sur-Creuse，法語發音：[neɔ̃ syʁ kʁøz]）是法国安德尔省的一个市镇，位于该省西部，属于勒布朗区。

## 地理
克勒兹河畔内翁（46°44'48"N, 0°55'44"E）面积19.85 平方千米，位于法国中央-卢瓦尔河谷大区安德尔省，该省份为法国中部省份，北起卢瓦-谢尔省，西北接安德尔-卢瓦尔省，西南接维埃纳省，南至克勒兹省和上维埃纳省，东临谢尔省。
与克勒兹河畔内翁接壤的市镇（或旧市镇、城区）包括：吕赖、图尔农圣马丹、昂格兰河畔昂格勒、图尔农圣皮埃尔、克勒兹河畔伊泽尔、加尔唐普河畔维克。
克勒兹河畔内翁的时区为UTC+01:00、UTC+02:00（夏令时）。

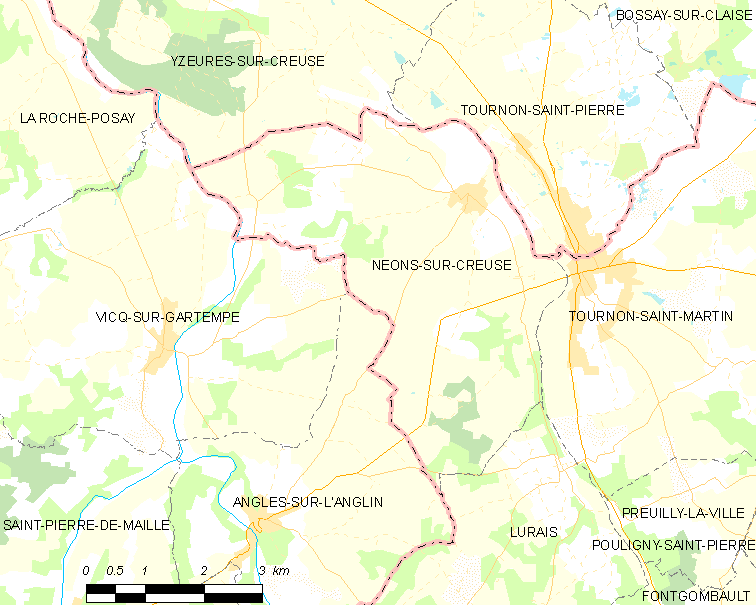
克勒兹河畔内翁的OSM定位图

## 行政
克勒兹河畔内翁的邮政编码为36220，INSEE市镇编码为36137。

## 政治
克勒兹河畔内翁所属的省级选区为勒布朗县。

## 人口

1962-2008年间克勒兹河畔内翁人口变化图示

克勒兹河畔内翁于2022年1月1日时的人口数量为355人。